# Fort Orange (New York)

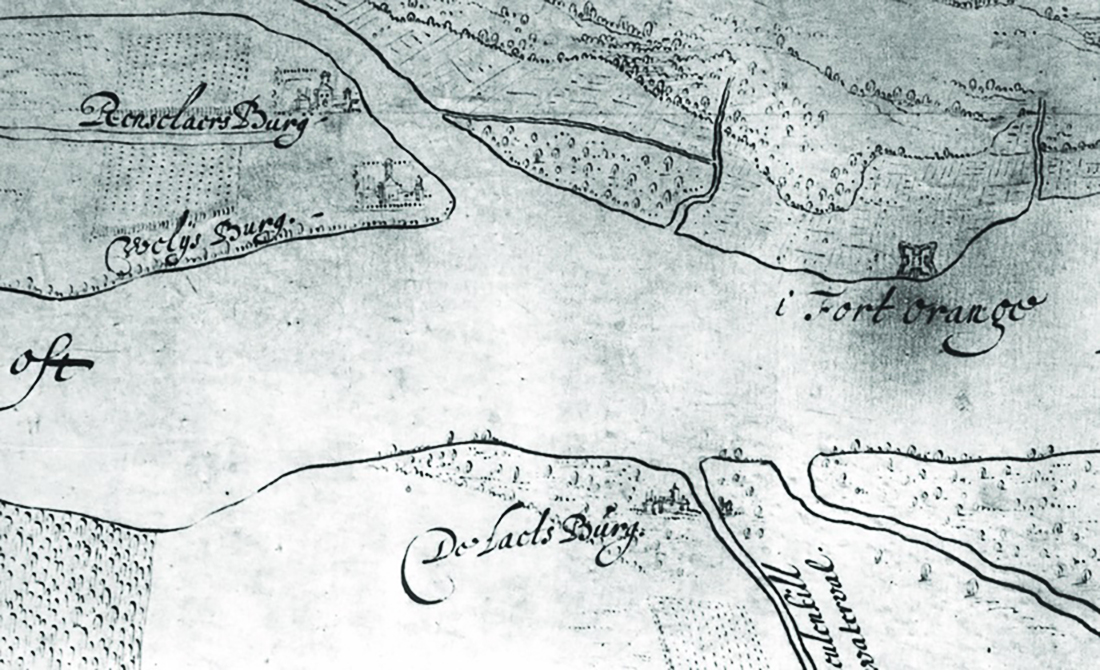
Fort Orange um 1630 (Kartendetail von Rensselaerswyck)

Fort Orange (eigentlich Fort Oranje oder Fort Oranije) war die erste Ansiedlung in Nordamerika, die von der Republik der Sieben Vereinigten Niederlande gegründet wurde. Das Fort wurde 1624 als Ersatz für Fort Nassau (1614–1618) südlich des heutigen Albany gegründet, das auf der nahe gelegenen Castle Island im Hudson River entstanden war. 

## Geschichte
Nassau wurde 1617 wegen ständiger Überschwemmungen aufgegeben, die Besatzung zog ins Fort Oranje. Beide Namen gehen auf das Herrschaftshaus Oranien-Nassau (Oranien) zurück.

Neu-Niederland und Neu-Schweden

Das eigentliche Fort wurde 1624 fertiggestellt. Es diente der Niederländischen Westindien-Kompanie als Handelsposten im oberen Hudsontal. In diesem Jahr wurde die Kolonie Neu-Niederland (Nieuw Nederland) gegründet, die ab 1626 auch die auf der Südspitze von Manna-hata errichtete Stadt Neu-Amsterdam (Nieuw Amsterdam) als Hauptsitz einschloss.
Mehrere konkurrierende Pelzhändlergruppen schickten bereits in den Jahren nach 1610 Schiffe nach Nordamerika. Am 27. März 1614 beendete ein von den Generalstaaten der Compagnie van Nieuwnederlant (Neuniederland-Kompanie) zugewiesenes Monopol die als schädlich erachtete Konkurrenzsituation, denn die Händler hatten sich gegenseitig bei den Preisen überboten. Die Gesellschaft nutzte das Monopol drei Jahre lang, doch 1618 gelang ihr nicht die Verlängerung. 
Stattdessen erhielt die Geoctroyeerde West-Indische Compagnie (Niederländische Westindien-Kompanie) das Monopol. Doch erst 1623 kam das erste Schiff der Kompanie, die Maackreel, im nächsten Jahr die ersten Siedler auf zwei Schiffen an. Um ein möglichst weiträumiges Gebiet gegen englische Ansprüche zu markieren, wurden eilig Forts gebaut, unter ihnen Fort Oranje.
Die ersten Siedler waren protestantische Wallonen, die aus den spanischen Niederlanden geflohen waren. Sie bauten einen Ort auf der Manhattan vorgelagerten Insel Pagganack (heute Governors Island). Ihre Handelspartner waren die umsiedelnden Mohawk. 
Doch die Interessen waren sehr gegensätzlich. Während eine Siedlerfraktion großen Wert auf landwirtschaftliche Betätigung legte, betonte eine Händlerfraktion den lukrativen Handel mit Pelzen. Bereits 1624 kamen 5.000 Pelze zu 27.000 Gulden in die Niederlande, 1635 waren es bereits 16.000 Pelze zu 135.000 Gulden. Da die Händler auch Gewehre gegen Pelze eintauschten, gefährdeten sie aber die Siedler durch Bewaffnung der Indianer, zumal die Niederländer noch Öl ins Feuer gossen und brutal gegen die Indianer am Fluss vorgingen. So gingen die Siedlungen im Hinterland in Konflikten ab 1639 unter, zumal es nie gelang, genügend Siedler anzuwerben. Nur Rensselaerswijck bei Fort Orange blieb bestehen. 
Das Fort konzentrierte sich zwar auf den Handel mit Biberpelzen, doch einige Siedler lebten innerhalb und außerhalb des Forts, um es mit Lebensmitteln zu versorgen. 1652 wurde ein Gericht bestellt, um Streitigkeiten im nahe gelegenen Beverwyck zu schlichten, ein Ort, der das Fort zunehmend in den Schatten stellte. 
Die Konflikte mit den Indianern hingen damit zusammen, dass die Handelsgesellschaft angesichts sinkender Gewinne 1638 ihr Handelsmonopol für Pelze aufgab, sich zunehmend auf Tabak verlegte und Siedler ins Land holte. Der Krieg eskalierte von 1643 bis 1645. Dennoch wuchs die Zuwanderung, so dass bis 1664 rund 7 bis 8000 Siedler aus den Niederlanden kamen. 
1652 zogen 60 bis 70 Siedler von Fort Orange an eine Stelle, wo der Rondout Creek in den Hudson River mündet, dort, wo sich heute Kingston befindet. Im Schwemmland des Esopus Creek bearbeiteten sie mehrere Jahre lang das Land gemeinsam mit den dort lebenden Esopus-Indianern, die zu den Munsee gehörten. Doch kam es bald zu Streitigkeiten um Land, und Stuyvesant schickte 1657 Soldaten von Neu Amsterdam gegen die Esopus. In zwei Kriegen eskalierte der Konflikt. Die Siedler erbauten ein Fort für 40 Häuser auf einem Hügel, wohin sie ihre Häuser verfrachteten. Hinter einem 5 m hohen Wall von rund 400 mal 400 m Länge verschanzten sie sich in dieser Wiltwyck genannten Siedlung, auf halbem Weg zwischen Oranje und Neu Amsterdam. Erst 1664 kam es zu einem Friedensschluss mit den Esopus (s. Esopus-Kriege).
Fort Oranje hatte immer wieder mit Überschwemmungen zu kämpfen, doch man bemühte sich hier, mit den benachbarten Irokesen Frieden zu halten. Die besonders heftige Überschwemmung von 1654 machte einen Teil der Wiederaufbauarbeiten, die Petrus Stuyvesant veranlasst hatte, wieder zunichte. Am 7. Oktober 1663 erreichten Warnungen das Fort, es solle belagert werden, und am 20., es haben sich 7.000 Indianer aus fünf Stämmen versammelt.
Am 27. August 1664 ergab sich Neu-Amsterdam vier englischen Schiffen, Fort Oranje war zu dieser Zeit wohl schon aufgegeben.
Während die Engländer 1676 ein Fort auf sichererem Boden erbauten (Fort Frederick), verfiel Fort Orange. 1687 wurde das Gelände an die Niederländisch Reformierte Kirche verkauft. Am 4. November 1993 wurde die Fort Orange Archeological Site als ein National Historic Landmark anerkannt. Am gleichen Tag erfolgte der Eintrag in das National Register of Historic Places.